# S.M.A.R.T.
S.M.A.R.T. (abreviere din engleză de la Self-Monitoring Analysis and Reporting Technology - Tehnologia de analiză și raportare prin auto-monitorizare, scris și SMART) este o tehnologie și o opțiune dezvoltată începând cu 1992 în scopul detectării din timp a semnelor ce prevestesc defectarea unui HDD. Tehnologia S.M.A.R.T., dezvoltată inițial de firma IBM, permite sistemului de operare să monitorizeze parametrii de funcționare ai unei unități de discuri în scopul detectării unor degradări ale performanței acesteia. Această degradare se poate accentua în mod progresiv, conducând în final la defectarea unității și la pierderea datelor înregistrate. Prin utilizarea acestei tehnologii este posibilă predicția defectării unității și notificarea utilizatorului astfel încât acesta poate copia datele de pe unitate pe un alt dispozitiv de memorare pentru a preveni
pierderea datelor. Tehnologia S.M.A.R.T. nu permite însă predicția defectării subite a unei unități de discuri. Creșterea timpului în care discul dur (HDD-ul) ajunge de la repaus la numărul maxim de rotații/min., temperatura crescută, numărul mare de erori corectabile de citire/scriere pot indica faptul că HDD-ul este pe cale să se defecteze. Dacă pe el sunt stocate date sensibile sau importante, atunci este timpul să fie înlocuit cu altul.
Producători care oferă tehnologia S.M.A.R.T. în produsele lor sunt de exemplu Samsung, Seagate, Hitachi, Fujitsu, Maxtor, Western Digital (W-D), Kingston, OCZ, Intel și alții.

## Parametrii S.M.A.R.T.

### Valoare normalizată
În tehnologia S.M.A.R.T. se lucrează cu valori normalizate ale diverșilor parametri de funcționare ai HDD-urilor. Astfel, fiind dată o variabilă denumită rawvalue ce poate lua valori într-un interval bine stabilit (0 - maxrawvalue), unde maxrawvalue reprezintă valoarea maximă pe care o poate lua variabila, atunci valoarea normalizată a variabilei, în raport de ex. cu valoarea 200, se calculează cu formula:  INT [200 - (rawvalue / maxrawvalue) * 200].
Normalizarea este folosită pentru a reprezenta performanțele unui HDD independent de valoarea maxrawvalue (dependentă de producător).
Această valoare normalizată are valoarea maximă 200 atunci când rawvalue are valoarea 0 – valoarea minimă  (adică 0 evenimente) și are valoarea 0 atunci când  rawvalue are valoarea maxrawvalue. Pe măsură ce rawvalue crește, parametrul normalizat în raport cu 200 scade. Valoarea în raport cu care se face  normalizarea depinde de producător și poate avea valorile 100, 200 și 253. Compania Western Digital folosește ca valoare de normalizare valoarea 200 pentru unii din parametrii și valoarea 100 pentru alții. De asemenea, formula prin care se face normalizarea diferă de la producător la producător, ea nefiind neapărat cea prezentată mai sus.
S.M.A.R.T. monitorizează discurile dure prin intermediul unei multitudini de parametri de funcționare. Terminologie:
- Raw value – valoarea brută nenormalizată (arată de câte ori au fost efectuate înregistrări pentru acel parametru);
- Value – valoarea curentă normalizată a parametrului Raw value (poate lua valori doar între anumite limite dependente de producător, de ex. 0-100, 0-200 sau 0-253)
- Worst – cea mai „proastă” valoare normalizată înregistrată pentru acel parametru;
- Threshold – valoarea de prag, care odată atinsă declanșează alarma cu privire la necesitatea înlocuirii HDD-ului.

În general parametrii S.M.A.R.T. pleacă de la o valoare maximă (200 pentru compania W-D) și scad pe toată durata funcționării până când se aproprie de valoarea de prag.  Parametrii care au valoarea de prag egală cu zero (de exemplu Temperature) au doar un caracter informativ.
Un exemplu: o valoarea brută curentă a parametrului Write Error Count de 156 (nenormalizat) corespunde unei valori normalizate de 200. Cea mai slabă valoare normalizată înregistrată este de 195. Pragul pentru acest parametru este stabilit la 51 – ceea ce înseamnă că, atunci când acest parametru are constant valoarea egală sau mai mică cu 51, discul dur trebuie înlocuit.
Valoarea parametrului a avut la un moment cea mai slabă valoare = 1, cu mult sub pragul critic de 51, dar acum parametrul este în ordine – valoare normalizată 196 este cu mult peste pragul critic.